# Liberto Molina Bernabeu
Liberto Molina Bernabéu (Alcoy, Espanha, 10 de fevereiro de 1926 — Lisboa, 5 de agosto de 2002) foi um pintor espanhol mais conhecido em Portugal apenas pelo sobrenome Molina.

## Biografia
Molina, nasceu em Alcoy, Espanha, em 10 de fevereiro de 1926. Esta cidade foi, durante a Guerra Civil Espanhola (1936-1939) um importante núcleo industrial (1) e ficou alinhada com os republicanos, o que fez com que a cidade fosse alvo de bombardeamentos por parte das tropas de Franco. Os bombardeamentos fizeram com que Molina, então com 10 a 12 anos, tivesse de se proteger por diversas vezes em abrigos anti-bombas e visse com seus próprios olhos de criança, os estragos materiais e humanos da Guerra, fazendo dele um pacifista até o fim de seus dias. 
Após o serviço militar em Valência, não se adaptou mais a Alcoy e informou a seus pais que iria para o Brasil. Saiu de Espanha em finais de 1950 e viveu um ano em Las Palmas de Gran Canária. Em 1951 embarcou num navio com destino ao Rio de Janeiro. 
Nesta cidade, teve uma vida boêmia na Copacabana dos anos 50, tendo vivido o momento áureo deste bairro carioca. Embora tenha começado a pintar nesta época, era do seu trabalho, primeiro na Sears e depois na revista Manchete, que podia viver, pois cada quadro que pintava o doava a amigos sem cobrar nada. Sua pintura era fundamentalmente abstrata e inspirada na fase abstrata de Paul Klee e Kandinsky. 
De uma generosidade ímpar, sua casa estava sempre com gente e era ponto de encontro de muitos amigos que levaria para toda a vida.
Conheceu sua mulher, Raimunda, no Rio de Janeiro em 1961 e casou com ela pouco tempo depois. Raimunda tinha chegado recentemente de Manaus no Amazonas e foi-lhe apresentada por seu melhor amigo. Ela era doze anos mais jovem e sua suavidade o conquistou. Raimunda viria a tornar-se seu grande apoio em toda a sua vida.  
Em 1967 decidiu regressar à Europa com sua mulher e dois filhos pequenos. Naquela ocasião as viagens oceânicas ainda eram na sua maioria realizadas de barco.  Ao saírem com destino a Barcelona, que era seu plano, fizeram escala em Lisboa, capital de Portugal, cidade que o encantou com seu casario pombalino visto do navio ao entrar pelo Rio Tejo. Pouco tempo depois de chegarem a Barcelona, Molina recebeu uma proposta para trabalhar em Lisboa e não pensou duas vezes, tendo-se radicado em Portugal desde então.
Foi neste país que sua pintura figurativa começou a tomar força, devido principalmente à cor do casario, das telhas portuguesas, do céu azul mediterrânico que ele viria a reforçar ao ponto dos críticos de arte chamarem o céu azul forte de suas pinturas de “azul Molina”.
Fez inúmeras exposições em Portugal e tornar-se-ia famoso neste país, embora suas pinturas tivessem sido vendidas para muitos estrangeiros que visitavam Portugal e viam naquelas pinturas do casario português, uma forma de levarem um pouco da alma lusitana para seus países. Suas pinturas encontram-se espalhadas por Portugal, Brasil e Espanha, principalmente, embora também tenha obras em coleções de outros países, nomeadamente, Chile e Inglaterra. 
Recebeu, em 1995, a Medalha Municipal de Mérito da Câmara Municipal de Loures.
Em 1996 doou cinco painéis de azulejos pintados por ele mesmo, para serem instalado num jardim público em Lousa, uma pequena cidade do Concelho de Loures em Portugal. Os painéis ainda hoje embelezam esse local público.
Faleceu em 5 de agosto de 2002, aos 76 anos, de doença cardíaca, em Lisboa. 
Faleceu pouco tempo antes de uma exposição que fazia a retrospectiva de sua obra e que há muitos anos desejava fazer. Teve a felicidade de a preparar mas não de a inaugurar, exposição que viria a tornar-se uma homenagem à sua obra.